# Salonrijtuig
Een salonrijtuig is een spoorwegrijtuig met daarin een grote ruimte, een salon, bestemd voor bijzondere, meestal luxe reizen. Naast salonrijtuigen voor openbare luxe treinen zijn dit soort rijtuigen veelal gebruikt door staatshoofden en (andere) vorstelijke personen, ook als koninklijk rijtuig. Dit soort speciale rijtuigen, vaak zeer luxe ingericht, kwam vanaf de opkomst van de spoorwegen halverwege de 19e eeuw, toen het reizen per trein voor vorsten als een aantrekkelijke, snelle en comfortabele manier van reizen werd ervaren, toenemend in gebruik.
Sinds halverwege de 20e eeuw is door het toenemend gebruik van auto's en vliegtuigen het gebruik van speciale salonrijtuigen verminderd. Dit geldt ook voor de speciale luxe voorzieningen in stations.